# Piedad Córdoba
Piedad Esneda Córdoba Ruiz (Medellín, 25 de Janeiro de 1955 – 20 de janeiro de 2024) foi uma advogada e política da Colômbia. Foi senadora da Colômbia. Ela teve seu mandato cassado pela Procuradoria Geral da Colômbia em setembro de 2010, que a tornou inelegível por 18 anos sob a acusação de colaboração com as Forças Armadas Revolucionárias da Colômbia (Farc) após ter sido Senadora desde 1994, em cuja última eleição ganha por ela foi no início de 2010.
Foi membro do Partido Liberal durante toda a sua vida política e é a líder do movimento Poder Ciudadano Siglo XXI, situado na ala esquerda do seu partido. Como congressista trabalhou principalmente pelos direitos da mulher, pelas minorias étnicas e sexuais e pelos direitos humanos.
Em agosto de 2007 Córdoba envolveu-se no tema do acordo humanitário entre as Forças Armadas Revolucionárias da Colômbia (FARC) e o governo do presidente Álvaro Uribe, autorizada pelo governo do qual é opositora. Durante a mediação conseguiu, juntamente com o presidente venezuelano Hugo Chávez, a libertação unilateral de 6 reféns políticos que permaneceram em poder das FARC durante vários anos. Devido às suas posições políticas recebeu múltiplas críticas e uma percepção negativa em vários sectores da opinião pública, enquanto outros sectores apoiaram a sua gestão pela qual em 2008 foi nomeada para o Prémio Príncipe das Astúrias da Concórdia.
Segundo o governo colombiano, a investigação contra a senadora teve início após a captura de computadores que supostamente pertenciam a guerrilheiros da Farc assassinados em território equatoriano, em março de 2008, em uma incursão ilegal no território do país vizinho que resultou na morte de Raul Reyes, um dos líderes das Farc. A investigação foi feita pelas autoridades colombianas com base em mensagens de correio electrónico encontradas nos computadores de Raúl Reyes divulgados nos primeiros meses de 2008, por alegadas relações com as FARC. Córdoba negou as acusações e falou de perseguição política contra si. Em 19 de junho de 2009 foi aberta formalmente a investigação pela Procuradoria, com base em provas encontradas nos computadores de Raúl Reyes.
Mesmo sob investigação e tendo seu mandato ameaçado, Piedad Córdoba continuou a procurar a libertação dos sequestrados e conseguiu convocar um grupo de intelectuais de vários países para iniciar um diálogo epistolar com a cúpula das FARC. Graças ao intercâmbio epistolar, as FARC responderam aos apelos de Córdoba e do seu grupo Colombianos y Colombianas por la Paz e decidiram libertar unilateralmente três agentes da polícia e um soldado, e os últimos dois reféns políticos que permaneciam em seu poder. Para a operação de libertação, levada a cabo em fevereiro de 2009, a senadora contou com o apoio do CICR e do governo do Brasil, bem como com a autorização do governo colombiano.
A ex-parlamentar colombiana seguiu na luta em busca de entendimentos com os grupos guerrilheiros para libertar alguns dos que ainda permanecem sequestrados. Ela indicou também que entende as manifestações das Forças Armadas Revolucionárias da Colômbia (FARC) e do Exército de Libertação Nacional (ELN) para avançar em busca da paz, pois acredita que a América Latina não pode ter paz e tranquilidade com um país tão convulsionado como a Colômbia.
Córdoba morreu em 20 de janeiro de 2024 em Medellín. Segundo informações, a causa da sua morte foi uma parada cardíaca.